# Olga Allenstein
Olga Allenstein (* 5. Februar 1952 in Lüdenscheid als Ute Werner) ist eine deutsche Malerin und Objektkünstlerin.

Olga Allenstein: Zwei Gefässe. 1989. Tempera auf Leinwand. 65 × 75 cm

## Leben
Olga Allenstein erlebte Kindheit und Jugend im Ruhrgebiet. In Essen besuchte sie das Viktoria-Gymnasium. Dort erhielt sie durch die Lehrerin und spätere Freundin Eva Thomkins früh Zugang zur zeitgenössischen Kunst. Ab 1970 studierte sie an der Staatlichen Hochschule für Bildende Künste in Düsseldorf bei Günter Grote. Dieser lenkte ihren Blick auf den Wert des Einfachen und Unbedeutenden.
Nach dem Staatsexamen für Kunst und Kunstwissenschaft 1978 lebte sie als freie Künstlerin zunächst in Lüdenscheid mit ersten Ausstellungen ab 1980 unter dem Namen Ute Machule. Bis 1985 arbeitete sie auch als Putzfrau, Postbotin, Fließbandarbeiterin und Kantinenwirtin. 1985 nahm sie den Künstlernamen Olga (Olli) Allenstein an.
1987 zog sie nach Freiburg im Breisgau, von wo aus sie mit ihrem späteren Ehemann Konrad Hummel Reisen nach Asien, Ozeanien und Amerika unternahm. Im Februar 1999 war sie Gastdozentin an der Punjabi University of Patiala (Indien),
von 1996 bis 2006 Dozentin an der Freien Kunstakademie Basel.
Olga Allenstein lebt heute in Baden-Baden und Berlin.

## Werk
Olga Allensteins zentrales Thema ist der Gegenstand im Raum. Hauptmotive ihrer Leinwandbilder und Zeichnungen sind einfache Gebäudeformen und alltägliche Gebrauchsgegenstände. Die Malweise ist spontan, mit groben Pinselstrichen auf flächigem Farbauftrag.
Die ersten Gemälde der achtziger Jahre sind Stillleben mit Flaschen, Gläsern, Gefäßen auf Tischen und Theken. Es folgen Landschaftsbilder mit Gebäudefragmenten. Ab 1990 entstanden „Häuserbilder“, auf denen Gebäude zum zentralen Bildgegenstand werden.
Mitte der neunziger Jahre entwickelten sich aus den quadratischen und rechteckigen Formen der Häuser dreidimensionale Wandobjekte. Es entstand die Werkgruppe der „boxes“ aus gebrauchten, abgenutzten Materialien wie Pappen, Kunststoffteilen, Weggeworfenem. In der Folge entwickelten sich daraus hybride Formen wie Klein- oder Scheinmöbel aus Sperrmüllteilen, realisiert entweder als Einzelobjekte oder als Rauminstallationen wie dem „Berliner Zimmer“, dem „Dokuraum“ oder dem „Dixi-Quader“, einem vorübergehend auf dem Fahnenbergplatz in Freiburg errichteten Turm aus 48 mobilen Toilettenhäuschen. Seit 2022 arbeitet sie an „poor fashion“, Kleiderobjekten aus dem Repertoire von Baumarkt- und Putzutensilien.

Olga Allenstein: Kleinmöbel mit Gefässen. 2019. Sperrholz/Kunststoff. 130 × 50 × 30 cm

## Werkphasen
- 1978–1986: Stillleben
- 1986–1990: Landschaftsbilder
- 1990–1995: Bilder zum Thema Haus
- seit 1995: Boxes
- seit 1999: Möbel ohne Gebrauchswert und Objekte aus Alltagsgegenständen
- seit 2022: poor fashion – Kleider als Objekte

## Preise und Stipendien
- 1982: Karl-Ernst-Osthaus-Förderpreis für die Stillleben
- 1982/1983: Jahresstipendium der „Werkstatt“, Altena
- 1984/1985: Barkenhoff-Stipendium, Worpswede
- 1987/1988: Stipendium des Landes Niedersachsen, Schloss Bleckede
- 1991: Stipendium der Kunststiftung Baden-Württemberg, Stuttgart
- 1994: Arbeitsstipendium des Kunstfonds, Bonn

## Arbeiten in öffentlichem Besitz
- Universitäts- und Hochbauamt Konstanz
- Stadtwerke Lüdenscheid
- Kreisverwaltung Lüdenscheid
- Stadtsparkasse Lüdenscheid
- Niedersächsische Landesregierung Hannover
- Kreiskrankenhaus Lüneburg
- Sammlung Deutsche Bank Frankfurt
- Regierungspräsidium Freiburg
- Industrie- und Handelskammer Freiburg
- Regierungspräsidium Tübingen
- Regierungspräsidium Stuttgart
- Bausparkasse Schwäbisch Hall
- Kunstkredit Basel-Stadt

## Ausstellungen (Auswahl)

Olga Allenstein: Hemdhose-weiss. 2022. Wollfilz, Litze, Metallbügel. 86 × 40 cm

- seit 1980  Einzelausstellungen in Galerien und Kunstvereinen, darunter  in der Galerie G – Dr. Gudrun Selz, Freiburg 1999[1], 2004[2], 2008[3], 2011[4], 2019[5] und 2023.
- 2002  „Beinahe Wirklich“, Dokuraum[6], Kunstverein Freiburg.
- 2005  „Dixi-Quader“[7], Fahnenbergplatz Freiburg, (mit S. Neugebauer)  im Rahmen des Architekturevents „Festival des Raumes“.

### Gruppenausstellungen (Auswahl)
- 1982: 96 Künstler aus Westfalen. Westfälisches Landesmuseum, Münster.
- 1983: Westfälische Künstler. Westfalenpark, Dortmund.
- 1987: Barkenhoff-Stipendiaten. Kunstverein Hannover.
- 1987: Künstler in Lüdenscheid. Städtische Galerie Lüdenscheid.
- 1988: Barkenhoff. Gesellschaft für Aktuelle Kunst, Bremen.
- 1991: Galerie Cadaqués. Cadaqués, Katalonien.
- 1994: Kunststiftung Baden-Württemberg. Doppelausstellung mit Hannelore Pichlbauer.
- 1994: Nationale der Zeichnung. Augsburg.
- 1996: Ich sehe was, was du nicht siehst. Deichtorhallen, Hamburg.
- 1999: Art Frankfurt. Mit Galerie Schlieper, Hagen.
- 2000: Art Frankfurt. Mit Galerie Schlieper, Hagen.
- 2000: Berliner Zimmer. Kunsthaus Baselland. Regionale 2000.
- 2003: Baden-Württembergische Galerien i. d. Landesvertretung, Berlin.
- 2004: Badischer Rest-Malerei Drei. Markgräfler Museum Müllheim.
- 2010: Fremde Heimat. Kunsthalle Mannheim.
- 2013: Dialog-Trialog. Künstlerbund Baden-Württemberg. Museum Biedermann Donaueschingen.
- 2020: Stapflehus. Städt. Galerie Weil am Rhein.  Doppelausstellung mit Eva Früh.
- 2023: DIE ZWEI. Doppelausst. mit Eva Früh im Schloss Tiengen, Waldshut. Trüffelsuche Künstlerbund Baden-Württemberg.

## Bibliografie (Auswahl)
- 1980: Grosse Düsseldorfer Kunstausstellung (Kat.) Ute Machule.
- 1980: Kunst' 80. 2.I.B.K. Kunst im Bilker Bahnhof, Düsseldorf (Kat.) Ute Machule.
- 1982: 96 Künstler aus Westfalen. Westfälisches Landesmuseum Münster (Kat.), S. 431.
- 1983: Ulrika Evers: Deutsche Künstlerinnen des 20. Jahrhunderts. Ludwig Schultheis Verlag, 1983, S. 215.
- 1983: Märkisches Stipendium für Bildende Kunst 1983. Städtische Galerie Lüdenscheid (Kat.), S. 29 ff.
- 1985: Hrsg.: Bundesverband Deutscher Unternehmensberater: Ute Machule – Bilder: Ausstellungsreihe: Junge Künstler in Deutschland. Einführung: Eva Thomkins.
- 1986: Olli Allenstein. Galerie Januar, Bochum. Text von Richard Hoppe-Sailer (Kat.).
- 1986: Barkenhof-Stipendiaten 1984–1986. Kunstverein Hannover (Kat.), S. 6–9.
- 1987: Künstler in Lüdenscheid. Hrsg.: Städt. Galerie Lüdenscheid (Kat.), S. 14–17.
- 1987: Westdeutscher Künstlerbund, Hagen. Karl Heinz Osthaus Museum (Kat.). Olli Allenstein.
- 1988: Olli Allenstein. Landkreis Lüneburg (Kat.).
- 1989: Künstlerförderungsstätte Barkenhoff. Barkenhoff-Stiftung, Worpswede (Kat.).
- 1989: künstler knöpfe. Museen der Stadt Lüdenscheid (Kat.) S. 5.
- 1991: Olga Allenstein. Galerie Pro Arte, Freiburg. Text von Martin Kolbe (Kat.).
- 1991: Querbeet. Westdeutscher Künstlerbund, Hagen. Karl Heinz Osthaus Museum (Kat.). Allenstein, Olga.
- 1991: Stipendiaten der Kunststiftung Baden-Württemberg. Stuttgart (Kat.).
- 1991: Profile – Bürgerinnen und Bürger unserer Zeit aus der Stadt Freiburg, ISBN 3-928118-01-3, S. 30 f.
- 1992: Geschäftsbericht 1992. Deutsche Bank Bauspar AG. Titelblatt, S. 18 f.
- 1993: Bilder aus Südbaden. Kunstsammlung der Industrie- und Handelskammer, Freiburg. (Kat.). S. 12.
- 1995: Ein bis zwei Prozent. Kunst in öffentlichen Bauten in Baden-Württemberg seit 1980. Stuttgart. Hrsg. Finanzministerium Baden-Württemberg (Kat.).
- 1995: Kunst an Staatlichen Bauten in Baden-Württemberg 1980-1995. Hrsg. Finanzministerium Baden-Württemberg (Kat.), ISBN 3-89322-797-0, S. 87.
- 1995: Olga Allenstein. Galerie Pro Arte, Freiburg. Text von Stefan Rasche (Kat.).
- 1996: Republik der Künste, 70 Jahre Gedok. Bundesausstellung Atelierhaus der Gedok-Schleswig-Holstein. (Kat.), S. 72 ff.
- 2002: Kein Strich zuviel. Ausstellung Städt. Galerie und der Museen Lüdenscheid. (Kat.), S. 13.
- 2002: 30 Jahre Galerie Gruppe Grün 2002. Bremen. (Kat.), S. 120 f.
- 2005: A bis Z 50 Jahre Künstlerbund Baden-Württemberg. Hrsg. Künstlerbund Baden-Württemberg, ISBN 3-937014-15-2.
- 2009: durchaus exemplarisch. Hrsg. Künstlerbund Baden-Württemberg, ISBN 978-3-86833-023-6, S. 48.
- 2010: Fremde Heimat Kunst in Baden-Württemberg. Hrsg. Dr. Ulrike Lorenz, ISBN 978-3-88423-344-3, S. 118 ff.
- 2013: Dialog-Trialog. Künstlerbund Baden-Württemberg, Museum Biedermann Donaueschingen, ISBN 978-3-88423-460-0, S. 12 f.
- 2015: 60 Jahre Künstlerbund Baden-Württemberg. Modo-Verlag, Freiburg, ISBN 978-3-86833-176-9, S. 24 f.
- 2018: Idee Entwurf Konzept. Hrsg. Künstlerbund Baden-Württemberg, ISBN 978-3-947563-18-0, S. 30 f.

## Mitgliedschaften
Olga Allenstein ist Mitglied im Westdeutschen Künstlerbund, im Künstlerbund Baden-Württemberg und in der Gesellschaft der Freunde Junger Kunst -Baden-Baden.